# Ferrassières
 Ferrassières  là một xã thuộc tỉnh Drôme trong vùng Auvergne-Rhône-Alpes đông nam nước Pháp. Xã Ferrassières nằm ở khu vực có độ cao từ 830-1389 mét trên mực nước biển.

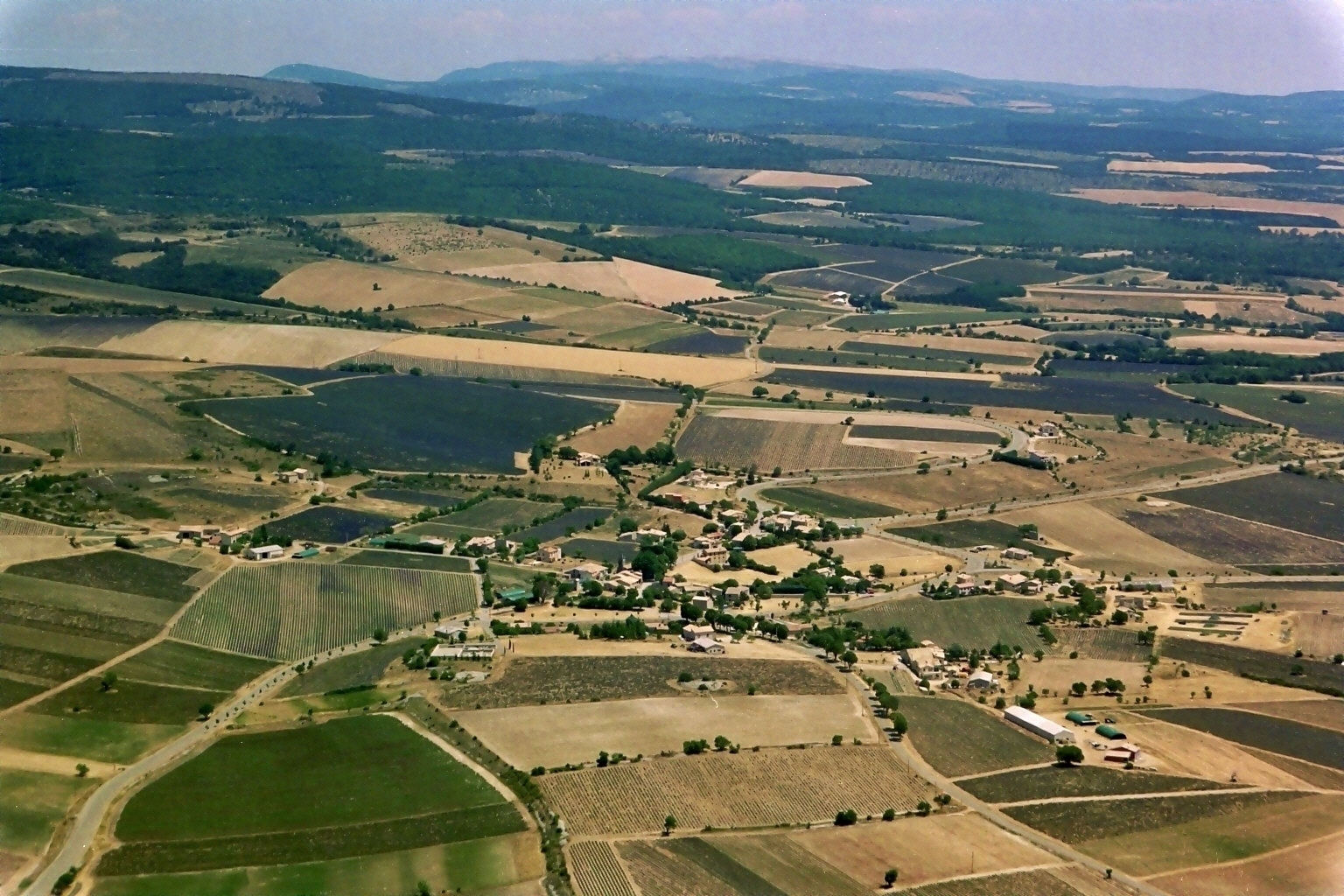
Nhìn từ trên cao